# Hemiterpè

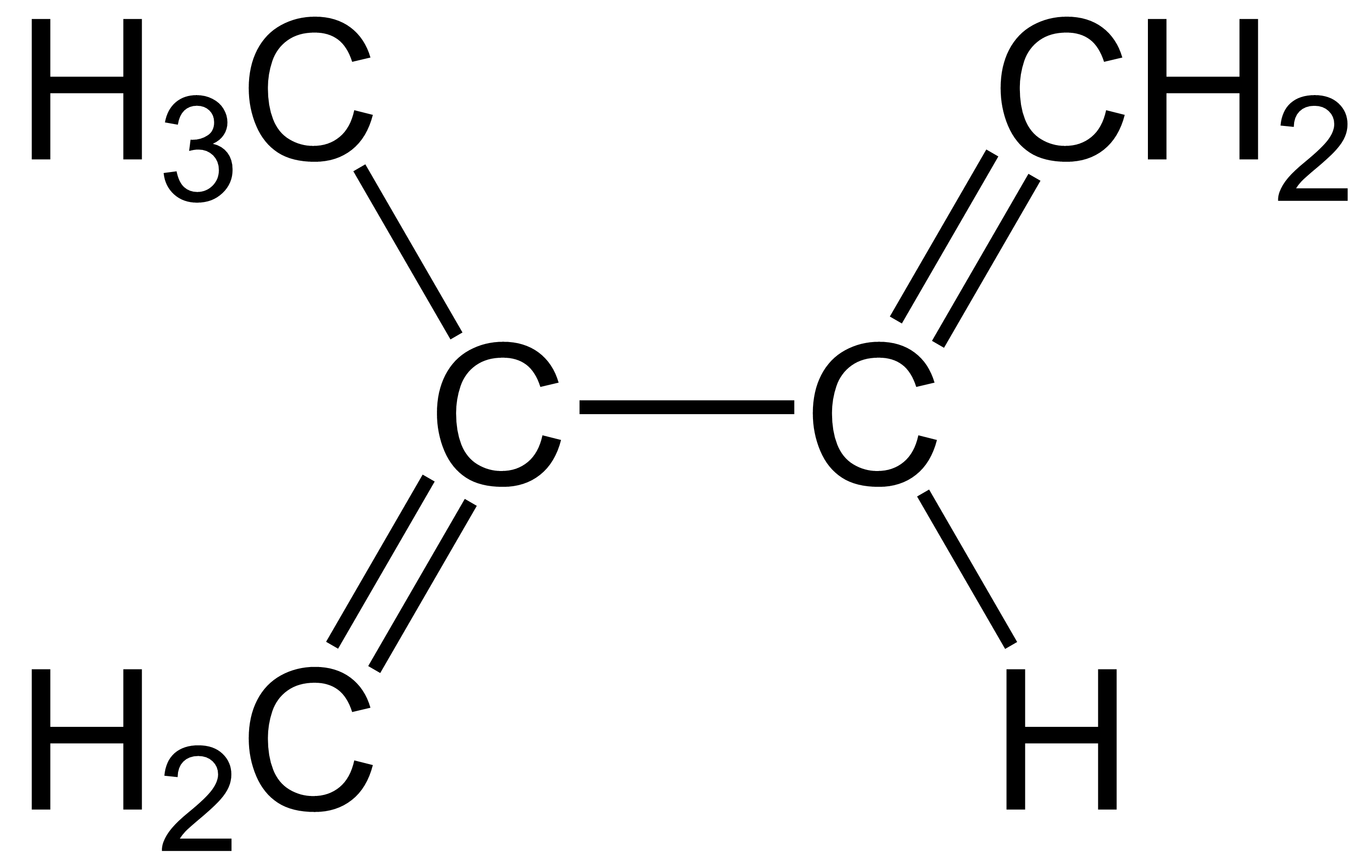
Estructura química de l'isoprè.

Els hemiterpens són els terpens més petits, amb una sola unitat d'isoprè. Consten de 5 carbonis. L'hemiterpè més conegut és el propi isoprè, un producte volàtil que es desprèn dels teixits fotosintèticament actius.